# Płyta nagrobna Zofii pomorskiej w Wismarze
Płyta nagrobna Zofii pomorskiej w Wismarze — brązowa płyta (odlew) w gotyckim stylu, na której przedstawiono w formie reliefowej postać Zofii, córki księcia pomorskiego Eryka II i żony księcia Meklemburgii na Szwerynie Magnusa II, wykonana niedługo po śmierci księżnej (zmarła pod koniec kwietnia 1504), pierwotnie znajdująca się w wismarskim kościele klasztoru dominikanów, po jego wyburzeniu w 1884 została przeniesiona do tamtejszego kościeła NMP, by od 1945 być eksponowana w również wismarskim kościele św. Mikołaja. 
Księżna ukazana jest w pełnej postaci, dolna część twarzy jest zakryta wdowią chustą, przez co widać jedynie zamknięte oczy, sprawiające, że Zofia czyni wrażenie osoby śpiącej. Pomimo odkrycia jedynie niewielkiej części twarzy wyobrażenie wydaje się posiadać cechy indywidualne, obrazuje prawdziwe rysy twarzy księżnej. Głowa, nieco przekrzywiona, spoczywa na poduszce. Ukazany ponad głową księżnej na płycie herb dziewięciopolowy jest najstarszym przykładem takiego herbu książąt zachodniopomorskich, chociaż w pierwszym polu znajduje się meklemburski łeb czarnego byka, tym samym przekazując dane o pochodzeniu Zofii, jak i o jej książęcej godności.